# VM i badminton 1977
VM i badminton 1977 var det første VM i badminton afholdt af International Badminton Federation. Mesterskabet blev afviklet i Malmö, Sverige i perioden 3. - 8. maj 1977.

## Medaljevindere
| Række        | Guld                        | Sølv                            | Bronze                        | Bronze                           |
| ------------ | --------------------------- | ------------------------------- | ----------------------------- | -------------------------------- |
| Herresingle  | Flemming Delfs              | Svend Pri                       | Iie Sumirat                   | Thomas Kihlström                 |
| Damesingle   | Lene Køppen                 | Gillian Gilks                   | Hiroe Yuki                    | Margaret Lockwood                |
| Herredouble  | Tjun Tjun Johan Wahjudi     | Christian Hadinata Ade Chandra  | Bengt Fröman Thomas Kihlström | Ray Stevens Mike Tredgett        |
| Damedouble   | Etsuko Toganoo Emiko Ueno   | Joke van Beusekom Marjan Ridder | Margaret Lockwood Nora Perry  | Inge Borgstrøm Pia Nielsen       |
| Mixed double | Steen Skovgaard Lene Køppen | Derek Talbot Gillian Gilks      | Mike Tredgett Nora Perry      | Billy Gilliland Joanna Flockhart |

### Medaljetabel
| Land       | Guld | Sølv | Bronze | Total |
| ---------- | ---- | ---- | ------ | ----- |
| Danmark    | 3    | 1    | 1      | 5     |
| Indonesien | 1    | 1    | 1      | 3     |
| Japan      | 1    | -    | 1      | 2     |
| England    | -    | 2    | 4      | 6     |
| Holland    | -    | 1    | -      | 1     |
| Sverige    | -    | -    | 2      | 2     |
| Skotland   | -    | -    | 1      | 1     |